# Ecuador-Stacheltaschenmaus
Die Ecuador-Stacheltaschenmaus (Heteromys teleus) ist eine Art der Stacheltaschenmäuse, deren Verbreitungsgebiet auf die westlichen Ausläufer der Anden im zentralen bis westlichen Ecuador begrenzt ist.

## Merkmale
Die Ecuador-Stacheltaschenmaus erreicht eine Kopf-Rumpf-Länge von durchschnittlich 13,5 Zentimetern und eine Schwanzlänge von durchschnittlich 14,6 Zentimetern. Die durchschnittliche Ohrlänge beträgt 17 Millimeter und die durchschnittliche Hinterfußlänge 38 Millimeter. Es handelt sich damit um eine mittelgroße Art der Gattung ohne auffallende Größenunterschiede zwischen den Geschlechtern. Das Fell der ausgewachsenen Tiere ist rau und beinhaltet einzelne versteifte, stachelähnliche Haare auf dem Rücken und an den Körperseiten. Das Rückenfell ist dunkelgrau bis schwarz und geht ohne abgegrenztes Band an den Körperseiten in den weißen Bauch über. Die Ohren sind vergleichsweise klein und schwarz.
Die vorderen Bereiche der Sohlen der großen Hinterfüße sind nackt. Der Schwanz ist leicht behaart und undeutlich zweifarbig, die Oberseite ist dabei etwas dunkler als die Unterseite. Die Ecuador-Stacheltaschenmaus ist von der bis in den Norden Ecuadors anzutreffenden Südlichen Stacheltaschenmaus (Heteromys australis) äußerlich kaum zu unterscheiden. Sie ist etwas größer und der Schädel ist etwas schmaler als bei dieser, zudem sind ihre Hinterfüße signifikant größer.

## Verbreitung
Das Verbreitungsgebiet der Ecuador-Stacheltaschenmaus ist auf die westlichen Ausläufer der Anden im zentralen bis westlichen Ecuador begrenzt. Sie kommt dort vom Río Esmeraldas und Río Guayllabamba bis zu den Cordillera de Chongón-Colonche im südlichsten Bereich der als Chocó bezeichneten Flachlandgebiete westlich der Anden vor. Die Höhenverbreitung reicht vom Meeresspiegel bis in Höhen von etwa 2000 Metern.

## Lebensweise
Die Ecuador-Stacheltaschenmaus lebt in trockeneren Regen- und Nebelwaldgebieten ihres Verbreitungsgebietes. Die jährliche Niederschlagsmenge liegt im Flachland bei mehr als 3000 Millimetern Niederschlag, in den höheren Bereichen bei 2000 bis 3000 Millimeter, wobei hier die Feuchte durch den vom Pazifik beeinflussten Nebel erhöht wird. Die Tiere sind generell nachtaktiv und bodenlebend, können jedoch auch tagsüber aus ihren Verstecken kommen und sind in der Lage zu klettern. Über ihre Lebensweise liegen ansonsten nur wenig Informationen vor.

## Systematik
Die Ecuador-Stacheltaschenmaus wird als eigenständige Art innerhalb der Gattung der Stacheltaschenmäuse (Heteromys) eingeordnet, die aus 16 Arten besteht. Die wissenschaftliche Erstbeschreibung stammt von Robert P. Anderson und Pablo Jarrín-Valladares aus dem Jahr 2002. Sie grenzten die Art von der Südlichen Stacheltaschenmaus (Heteromys australis) ab, die bis zu diesem Zeitpunkt als einzige Art der Gattung in der Region betrachtet wurde.
Innerhalb der Art werden neben der Nominatform keine weiteren Unterarten unterschieden.

## Status, Bedrohung und Schutz
Die Ecuador-Stacheltaschenmaus wird von der  International Union for Conservation of Nature and Natural Resources (IUCN) als gefährdet (vulnerable) eingeordnet. Begründet wird dies durch das begrenzte Verbreitungsgebiet der Art.

## Belege
1. 1 2 3 4 5 6 7 8 9  Ecuadorean Spiny Pocket Mouse. In: David J. Hafner: Subfamily Heteromyoninae, Genus Heteromys. In: Don E. Wilson, T.E. Lacher, Jr., Russell A. Mittermeier (Herausgeber): Handbook of the Mammals of the World: Lagomorphs and Rodents 1. (HMW, Band 6) Lynx Edicions, Barcelona 2016, S. 199. ISBN 978-84-941892-3-4.
2. 1 2 3 4  Robert P. Anderson, Pablo Jarrín-Valladares: A New Species of Spiny Pocket Mouse (Heteromyidae: Heteromys) Endemic to Western Ecuador. American Museum Novitates 3382, 16. August 2002; S. 1–26. (Volltext)
3. ↑  Heteromys teleus in der Roten Liste gefährdeter Arten der IUCN 2018. Eingestellt von: L. Naylor, N. Roach, 2016. Abgerufen am 29. Dezember 2018.